# Cohere
Cohere Inc. — американо-канадская технологическая компания, занимающаяся разработками в области искусственного интеллекта, специализируется на моделях обработки естественного языка (NLP). Основана в 2019 году Эйданом Гомеcом, Иваном Чжаном и Ником Фросстом, её основные офисы находятся в Торонто и Сан-Франциско.

## История
Cohere была основана несколькими исследователями, которые ранее работали в Google Brain. В 2019 году они решили создать компанию, которая сделает технологии обработки естественного языка доступными для более широкого круга пользователей и разработчиков.
В 2021 году Cohere привлекла 40 млн в рамках первого раунда инвестиций. В числе инвесторов были такие известные компании, как Index Ventures и Radical Ventures. В ноябре 2021 года Google Cloud объявил о партнёрстве с Cohere.
В феврале 2022 года компания привлекла ещё 125 млн долларов в рамках второго раунда, что позволило продолжить разработку языковых моделей.
В ноябре 2023 года генеральный директор стартапа Cohere Эйдан Гомез раскритиковал движение эффективного альтруизма за его догматизм и радикальные подходы к рискам, связанным с искусственным интеллектом, подчеркнув, что Cohere не будет увлекаться страхами о «конце света».
В 2023 году Cohere привлекла 270 млн долларов в третьем раунде финансирования, увеличив капитализацию до 2,2 млрд долларов. В числе инвесторов были NVIDIA, Oracle и Salesforce.
В 2024 году стало известно, что Cohere обязуется возместить клиентам судебные издержки в случае подачи исков о нарушении авторских прав.

### Модели и технологии
Cohere фокусируется на больших языковых моделях, которые могут обрабатывать текстовые данные для различных приложений. Возможности платформы включают:
- Создание чат-ботов с поддержкой текстового и аудио общения.
- Генерация контента, включая тексты для маркетинга и ответов на запросы.
- Автоматическая категоризация и извлечение информации из текстов.
- Улучшение семантического поиска.

15 февраля 2024 года Cohere представила новую мультиязычную модель под названием Aya, которая поддерживает 101 язык, включая русский. Aya была обучена на 513 млн документов и содержит аннотации, созданные носителями 67 языков. Эта модель вдвое увеличивает языковую поддержку по сравнению с предыдущими версиями и нацелена на устранение языкового барьера в доступе к генеративному ИИ.

### Применение
Продукты Cohere нацелены на различные отрасли, включая:
- Маркетинг: автоматизация создания контента и анализ клиентских отзывов.
- Финансы: помощь в автоматизации отчётности и анализе документов.
- Образование: создание обучающих материалов на разных языках.
- Здравоохранение: обработка медицинских записей и анализ данных.